# 금진낭주
금진낭주(金珍娘主)는 《필사본 화랑세기》에 등장하는 귀족 여인으로서, 초대 풍월주 위화랑과 선혜부인의 사녀(私女;사통하여 낳은 딸) 오도낭주와의 사이에서 출생하였다. 언니인 옥진궁주와 같이, 대원신통이었다.

## 생애
본래 법흥왕의 후궁이었으나, 법흥왕과의 사이에서는 자식이 없었고, 왕이 죽은 뒤에는 궁을 나오게 되었다. 곧, 그녀는 구리지(仇梨知)와의 사이에서 토함, 새달, 사다함의 세 자식을 두었다. 구리지는 이전부터 금진을 사랑하여 산내면 천주사(天柱寺)에서 5년을 발원하였다고 하며, 또한 그녀를 원화(源花)로 삼을 생각까지 하였다. 구리지가 전장에 나갔을 때 금진은 구리지의 용양신(龍陽臣) 낭도 설성과 결합하여, 설원을 낳았다.
당시, 사도왕후는 금진을 불러들여 갓 태어난 동륜태자의 유모가 되도록 하였다. 이 때 어머니를 따라 사다함 등 또한 궁중에서 살았다.
이 당시, 진흥왕과 금진은 사통하게 되었고, 이에 아이를 가졌고 사도왕후는 금진을 궐밖으로 돌려보냈다. 이후 진흥왕은 금진을 다시 불러들여 조하방부인(朝霞房夫人)으로 삼았다. 이 때 낳은 아이가 바로 난성공주이다.
그녀는 또한 입종 갈문왕과의 사이에서 첫 소생인 숙흘종을 두었다.
그 후, 설성이 전장에서 죽자 사다함의 친한 동무인 무관랑을 유혹해 사통하였다. 억지로 그녀와 정을 통하고, 사다함의 앞에서 감히 고개를 들 수 없기에 무관랑이 그녀에게서 벗어나려 궁궐의 담을 넘다가 구지(연못)에 떨어져 시름시름 앓다가 죽게 된다.
사다함은 어머니에게 극진히 효도하였는데 금진 또한 사다함을 가장 아꼈다. 후에 사다함이 연인 미실과 친구 무관랑을 잃고, 결국 사망하였을 때 금진은 사다함을 안고 매우 슬퍼하였다.

## 가족관계
- 아버지 : 제 1대 풍월주 위화랑(魏花郞)
- 어머니 : 선혜부인(善兮夫人)의 딸 오도부인(吾道夫人)
  - 언니 : 옥진궁주(玉珍宮主)
    - 조카 : 사도태후(思道太后)

  - 남편 : 신라 제 23대 왕 법흥왕(法興王)
  - 남편 : 구리지(仇梨知, 비량공(比梁公)과 벽화부인(碧花夫人)의 아들)
    - 아들 : 토함(兔含)
    - 딸 : 새달(塞達)
    - 아들 : 제 5대 풍월주 사다함(斯多含)

  - 남편 : 설성(薛成)
    - 아들 : 제 7대 풍월주 설화랑(薛花郞)
      - 손자 : 제 16대 풍월주 보종(寶宗)

  - 남편 : 신라 제 24대 왕 진흥왕(眞興王)
    - 딸 : 난성공주(暖成公主)

  -  ?
    - 딸 : 준영(俊英)